# Xã Rome, Michigan
Xã Rome (tiếng Anh: Rome Township) là một xã thuộc quận Lenawee, tiểu bang Michigan, Hoa Kỳ. Năm 2010, dân số của xã này là 1.791 người.